# فرودگاه آیریش پرشوت کلاب
فرودگاه آیریش پرشوت کلاب (به انگلیسی: Irish Parachute Club) (به زبان بومی: Irish Parachute Club) یک فرودگاه خصوصی است که یک باند فرود چمن دارد و طول باند آن ۷۷۰ متر است. این فرودگاه در کشور ایرلند قرار دارد و در ارتفاع ۵۸ متری از سطح دریا واقع شده‌است.